# Deulikot
Deulikot (nepalski: देउलीकोट) – gaun wikas samiti w zachodniej części Nepalu w strefie Seti w dystrykcie Bajhang. Według nepalskiego spisu powszechnego z 2011 roku liczył on 1195 gospodarstw domowych i 7499 mieszkańców (3805 kobiet i 3694 mężczyzn).